# Filip Salaquarda
Filip Salaquarda (* 11. ledna 1984 v Praze) je český automobilový závodník, který aktuálně[kdy?] závodí pro tým svého otce Igora, ISR Racing v šampionátu Blacpain GT Series.

## Kariéra
- 2000 Ford Puma Cup
- 2001 Škoda Octavia Cup – 13. místo
- 2002 Formula BMW ADAC, I.S.R. Racing – 21. místo
- 2003 Formula BMW ADAC, SONAX-I.S.R. Charouz – 13. místo
- 2004 ATS Formel 3 Cup, ISR Racing – 11. místo
- 2005 Formula 3 Euro Series, Team ISR
- 2006 F3000 International Masters, Charouz Racing – 12. místo
- 2006 Formula 3 Euro Series, Team ISR
- 2006-07 A1 Grand Prix, A1 Team Czech Republic – 12. místo
- 2007 International Formula Master, Team ISR
- 2007 Formula 3 Euro Series, HBR Motorsport – 17. místo
- 2007-08 A1 GP, A1 Team Czech Republic – 19. místo
- 2008 International Formula Master, ISR – 24. místo
- 2009 Le Mans Series, IPB Spartak Racing – 10. místo
- 2009 Formule Renault 3.5, RC Motorsport – 29. místo
- 2010 Formule Renault 3.5, ISR – 11. místo
- 2011 Blancpain Endurance Series GT3 Pro Cup, Vita4One – 18. místo
- 2011 FIA GT3 European Championship, Scuderia Vittoria – 26. místo
- 2011 ATS Formel 3 Cup, Team Brandi Racing – 18. místo
- 2011 Superleague Formula, AC Sparta Praha
- 2011 Formule Renault 3.5, Pons Racing
- 2012 FIA GT1 World Championship, AF Corse – 7. místo
- 2012 International GT Open, AF Corse – 24. místo
- 2013 FIA GT Series Pro-Am , AF Corse – 14. místo
- 2014 Blancpain GT Series Sprint Cup, Scuderia Villorba Corse – 19. místo
- 2015 Blancpain GT Series Sprint Cup, ISR – 15. místo
- 2015 Blancpain Endurance Series, ISR – 15. místo
- 2016 Blancpain GT Series Sprint Cup, ISR – 19. místo
- 2016 Blancpain Endurance Series, ISR – 37. místo
- 2017 ADAC GT Masters, BWT Mücke Motorsport
- 2017 Blancpain GT Series Sprint Cup, ISR
- 2017 Blancpain Endurance Series, ISR